# Pandora (goletta)
Pandora è un veliero di tipo goletta, progettata dal russo Andrey Ahkmeton, nel 1991. Essa è una fedele riproduzione delle Golette a gabbiola russe del 1700. Varata nel 1994 in Russia a Petrozavodsk , in seguito attraversando prima il lago Ladoga poi il fiume Neva, Pandora raggiunse San Pietroburgo e infine prese il mare. Fu adibita a servizi postali.
In seguito, nel 1995, la goletta giunse a Genova, dopo aver partecipato a diversi raduni di barche tradizionali del nord Atlantico, dove successivamente fu dismessa e abbandonata dal suo comandante.
Dopo qualche anno, Pandora fu ripristinata a nuova vita, e così fu pronta a spiegare le vele e riprendere il mare. Viene utilizzata come nave scuola di marineria e partecipa a diverse manifestazioni storiche.
Nel 2007, la goletta partecipa alla Tall Ships race, in classe B. Vince la regata classificandosi al primo posto assoluto.
Nel 2010 Pandora ottiene un altro importante successo, arriva al primo posto al porto di Trapani alla Garibaldi Tall Ships Regatta. Nel 2013, partecipa alla Lycamobyle Mediterranean Tall Ships Regatta classificandosi prima della sua classe al traguardo di La Spezia.
Ai giorni odierni, Pandora viene utilizzata dall'associazione Vela tradizionale, come nave scuola di marineria presso il porto di La Spezia.